# Эко (тауншип, Миннесота)
Эко (англ. Echo) — тауншип в округе Йеллоу-Медисин, Миннесота, США. На 2000 год его население составило 179 человек.

## География
По данным Бюро переписи населения США площадь тауншипа составляет 91,8 км², из которых 90,3 км² занимает суша, а 1,5 км² — вода (1,61 %).

## Демография
По данным переписи населения 2000 года здесь находились 179 человек, 69 домохозяйств и 56 семей. Плотность населения —  2,0 чел./км². На территории тауншипа расположено 78 построек со средней плотностью 0,9 построек на один квадратный километр. Расовый состав населения: 97,77 % белых, 1,68 % коренных американцев и 0,56 % приходится на две или более других рас.
Из 69 домохозяйств в 33,3 % воспитывались дети до 18 лет, в 72,5 % проживали супружеские пары, в 2,9 % проживали незамужние женщины и в 17,4 % домохозяйств проживали несемейные люди. 14,5 % домохозяйств состояли из одного человека, при том 4,3 % из — одиноких пожилых людей старше 65 лет. Средний размер домохозяйства — 2,59, а семьи — 2,84 человека.
26,8 % населения — младше 18 лет, 2,8 % — в возрасте от 18 до 24 лет, 27,9 % — от 25 до 44, 30,7 % — от 45 до 64, и 11,7 % — старше 65 лет. Средний возраст — 41 год. На каждые 100 женщин приходилось 115,7 мужчин. На каждые 100 женщин старше 18 приходилось 118,3 мужчин.
Средний годовой доход домохозяйства составлял 42 750 долларов, а средний годовой доход семьи —  43 000 долларов. Средний доход мужчин —  28 000  долларов, в то время как у женщин — 22 500. Доход на душу населения составил 16 671 доллар. За чертой бедности находились 10,6 % семей и 12,2 % всего населения тауншипа, из которых 11,8 % старше 65 лет.